# Francisco Marco
Francisco "Paco" Marco Fernández (Barcelona, 6 de junio de 1972) es un escritor, jurista y detective privado español.

## Biografía
Francisco Marco es un miembro de una familia de juristas españoles. Tras licenciarse en derecho y en investigación privada en la Universidad de Barcelona, se doctoró en derecho e inició una serie de artículos doctrinales en materia de investigación privada, su legislación y jurisprudencia. Desde entonces se incorpora como director de la agencia de detectives Método 3 y salta a la fama en 2004 cuando localizó, en colaboración con el diario El Mundo, el paradero del espía Francisco Paesa. El célebre agente de los servicios secretos no estaba muerto, como había fingido en 1988, vivía en Luxemburgo.
Según diversos medios de comunicación Francisco Marco destapó el fraude de Forum Filatélico, la trama de lavado de fondos de la operación Malaya, el descubrimiento de una falsa testigo que llevó a unos policías a ser acusados de forma falsa de torturas, el caso Pujol o la operación Lezo que envió al expresidente de la Comunidad de Madrid Ignacio González a prisión.
En 2013, Francisco Marco se vio envuelto en una batalla política y de mandos policiales conocido como el Caso Método 3. Poco después se procedió al archivo judicial de todas las causas y se abrieron en cambio varias investigaciones que afectan a la cúpula policial por haber mentido en las investigaciones sobre éste. Desde el año 2013 dirige el grupo de inteligencia empresarial The Marco Company  Grioup de la Método 3 forma parte. 
Marco ha estado vinculada en los últimos años a investigaciones que condujeron a la absolución de Dani Alves o a descubrir la identidad del famoso pintor Banksy.

### Como escritor
Sus libros El Método Confidencial y Operación Cataluña han estado diversas semanas entre los libros más vendidos de España. Operación Cataluña, además, fue el libro más vendido en Amazon el día de su publicación. Además, ha publicado una serie de novelas cuyo personaje Néstor Sanchís, ha sido definido por el diario El Mundo como el alter ego de Francisco Marco, al que considera el El Dashiell Hammet español.
En 2020 publica La España Inventada, tras los pasos de Villarejo donde desvela la historia de la transición española a través de las cloacas del Estado y de su principal instrumento el excomisario Villarejo. En 2024 publica la novela El Sumario.
En 2025 publica el libro La Fugida que se convirtió en uno de los más leídos en Sant Jordi.